# Tangka tibetano
El tangka (en tibetano: Tam o dngul Tam = tangka de plata) fue una moneda de curso legal en Tíbet hasta 1941. Se subdividía a 15 skar o 1½ sho y, desde 1909, circuló junto al srang, por valor 10 sho.

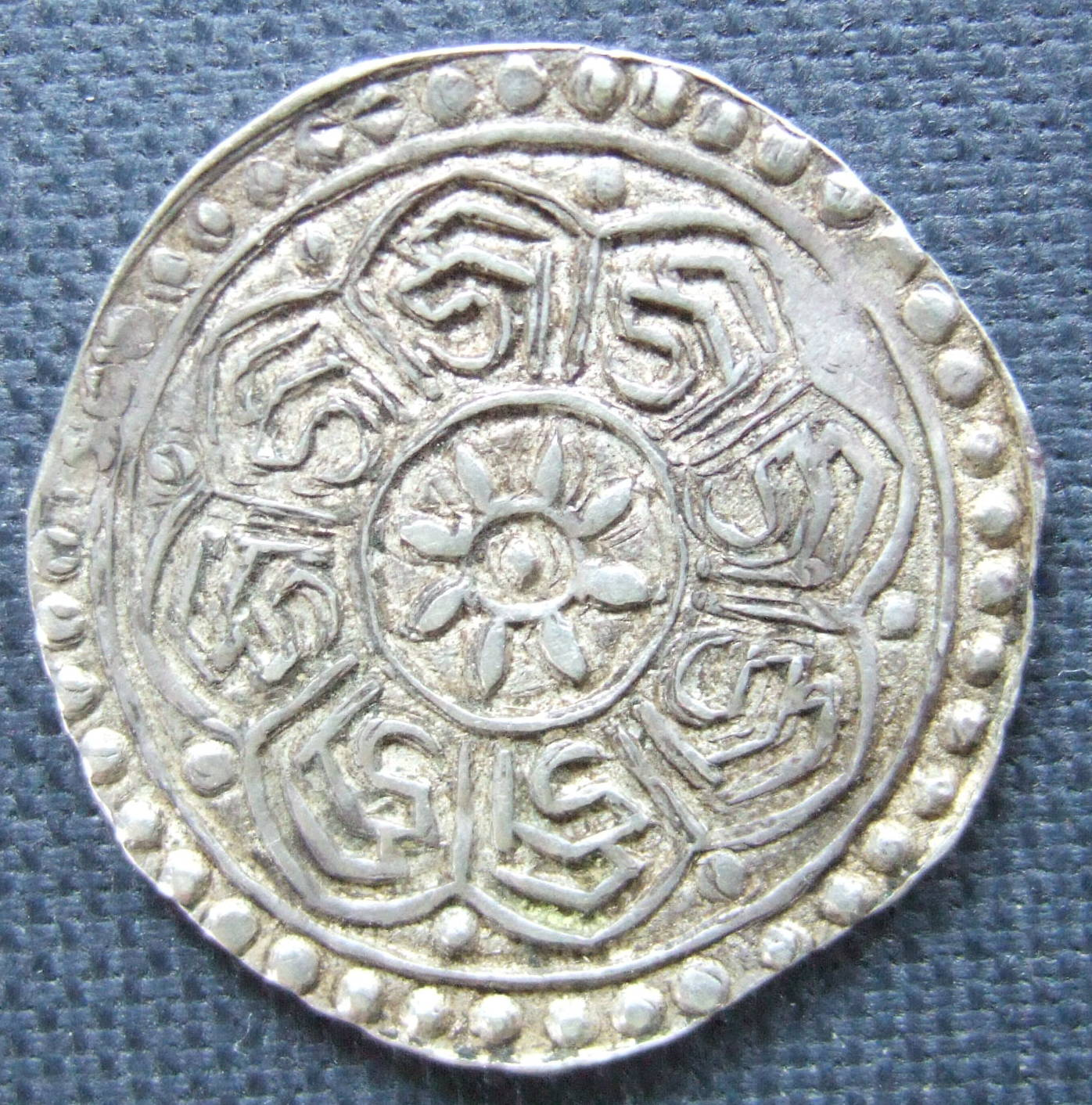
Anverso de un tangka tibetano sin fecha de plata (2^{a} mitad del) con ocho veces la sílaba "dza" en alfabeto vartu.

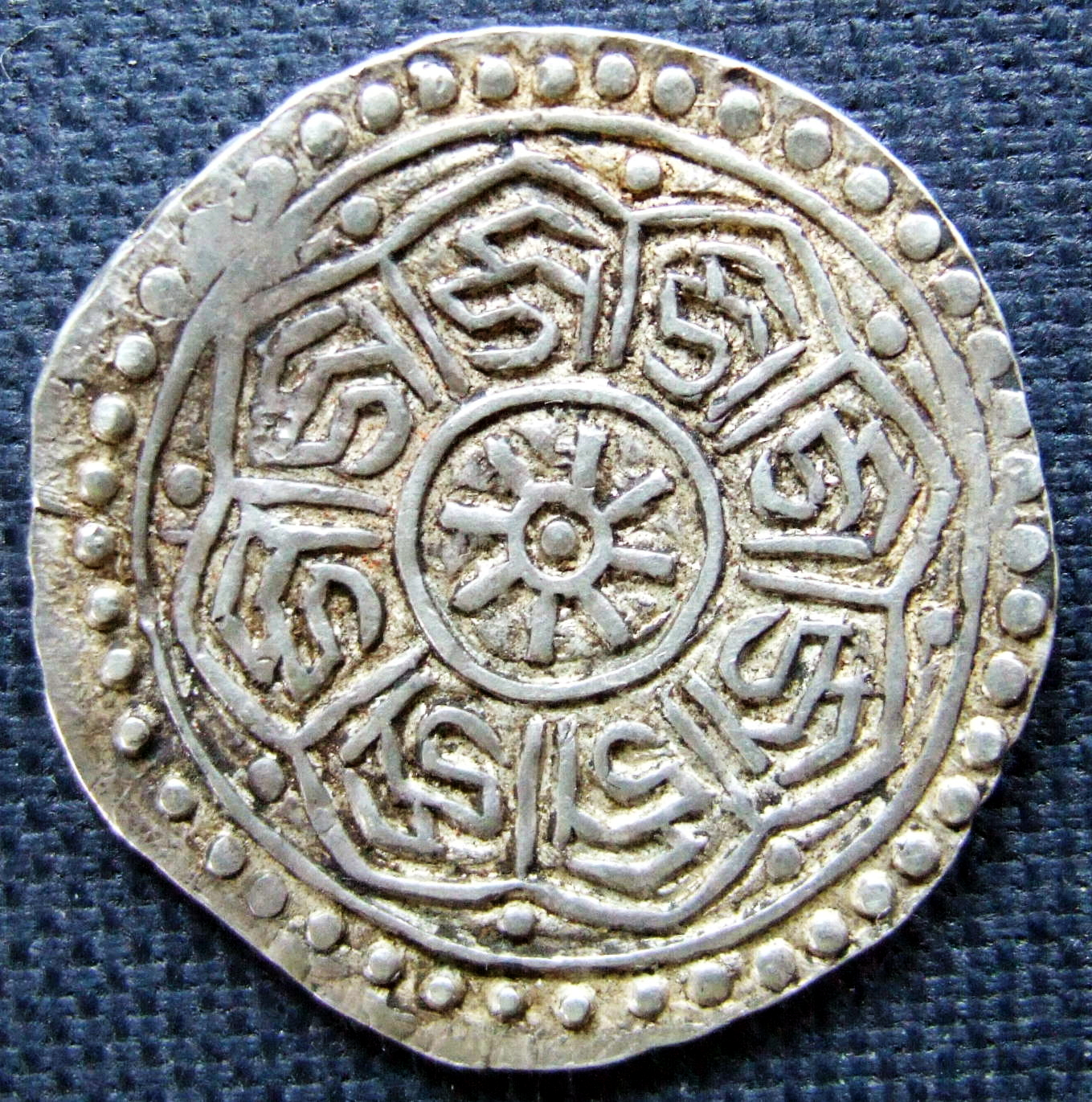
Reverso del tangka de plata sin fechar (2^{a} mitad del) con ocho veces la sílaba "dza" en vartu,

## Monedas
Las monedas acuñadas según el estándar tangka fueron acuñadas por primera vez entre 1763/64 y 1785 y en números mayores entre 1791 a 1948. Exhiben una amplia gama de variedades y todavía mantienen una tela y tipo consistentes.

### Tangkas y mohares nepalíes para el Tíbet y el primer tangka tibetano

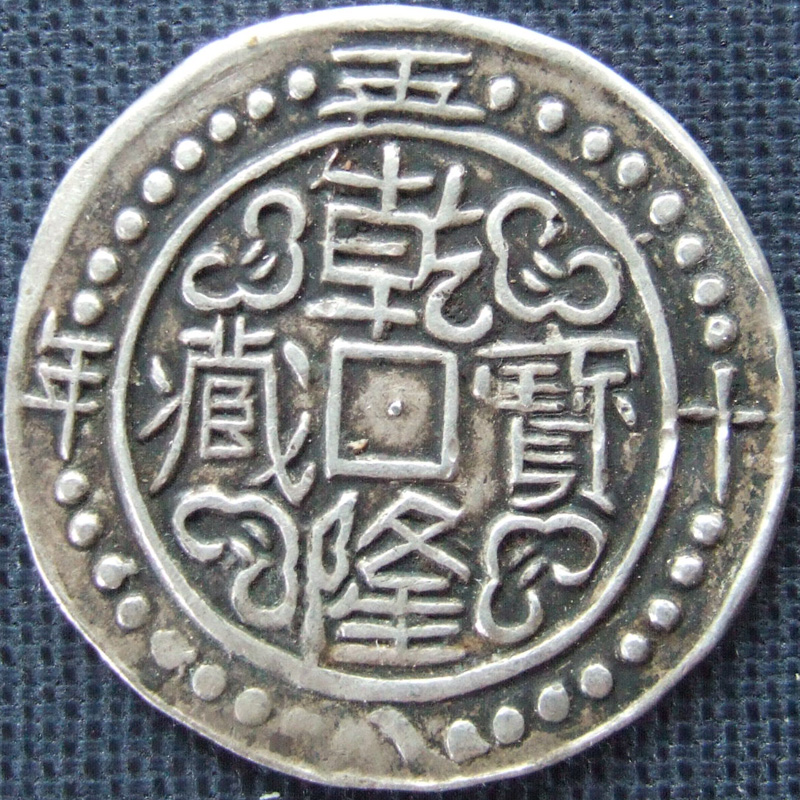
Tangka sinotibetano de Plata, fechado en el año 58.º de la era Qian Long, anverso. Peso 5.57 g. Diámetro: 30 mm

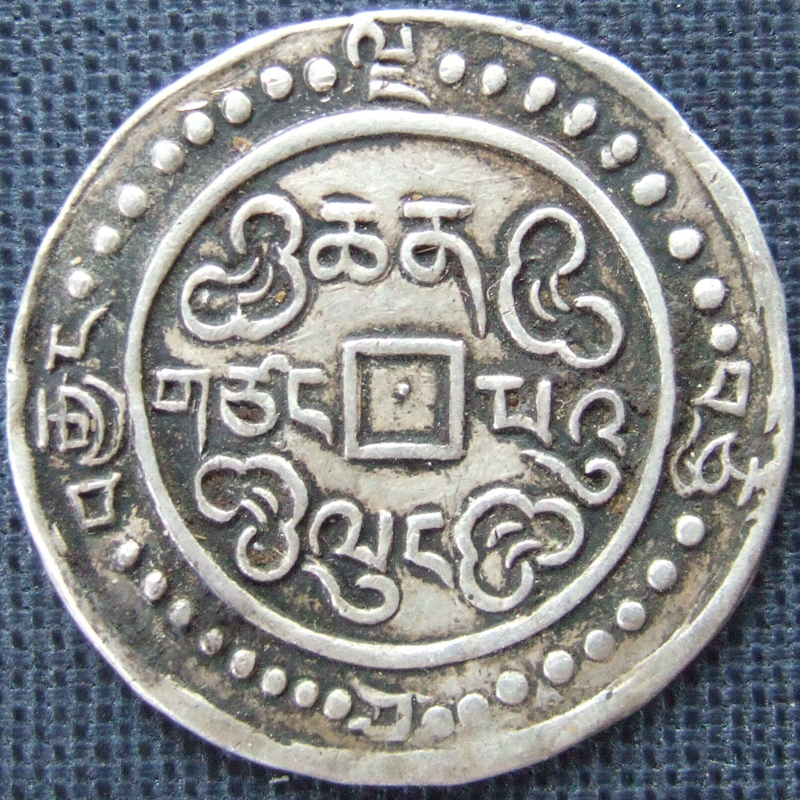
Reverso del tangka sinotibetano de Plata, fechado en el año 58.º de la era Qian Long. Peso 5.57 g. Diámetro: 30 mm

El primer tangka fue acuñado en Nepal aproximadamente en la década de 1640. De este período en adelante muchos tangkas nepalíes fueron exportados al Tíbet. Posteriormente, monedas de plata de un de peso estándar reducido, mohares, fueron acuñados por los reyes del tres reinos de Malla qué compartían el valle de Katmandú. En el siglo XVIII  mohares degradados fueron acuñados especialmente por Nepal para el Tíbet. Entre 1763/4 y 1785 se acuñaron los primeros tangkas en Tíbet. Estos siguieron la estructura y el tipo nepalí con diferencias menores para afirmar sus orígenes locales. En 1791, el gobierno tibetano abrió una ceca y empezó acuñar el llamado kong par tangkas. Sus operaciones estuvieron suspendidas dos años  más tarde pero él reabierto en aproximadamente 1836.

### Tangka sino-tibetano
China abrió otra ceca en Lhasa en 1792, donde el acuñación del tangka sino-tibetano tuvo lugar en 1792 (sólo diseños de tangkas con inscripción en tibetano). Los tangkas sino-tibetanos, acuñados en 1793 tienen una leyenda en chino que dice: "Qian Long Bao Tsang" (dinero tibetano del período Qian Long) de un lado y su transcripción al tibetano del otro. Los tangkas para la circulación general sólo se acuñaron en el año 58.º de Qian Long. En los años siguientes de esta era y en las eras de Jia Qing y Dao Guang solo se acuñaron shos de plata y con un peso aproximado de 3.7 g. Las últimas emisiones sino-tibetanas del siglo XIX están fechadas al 16.º año de la era Dao Guang (1836).

### Kong-partangka

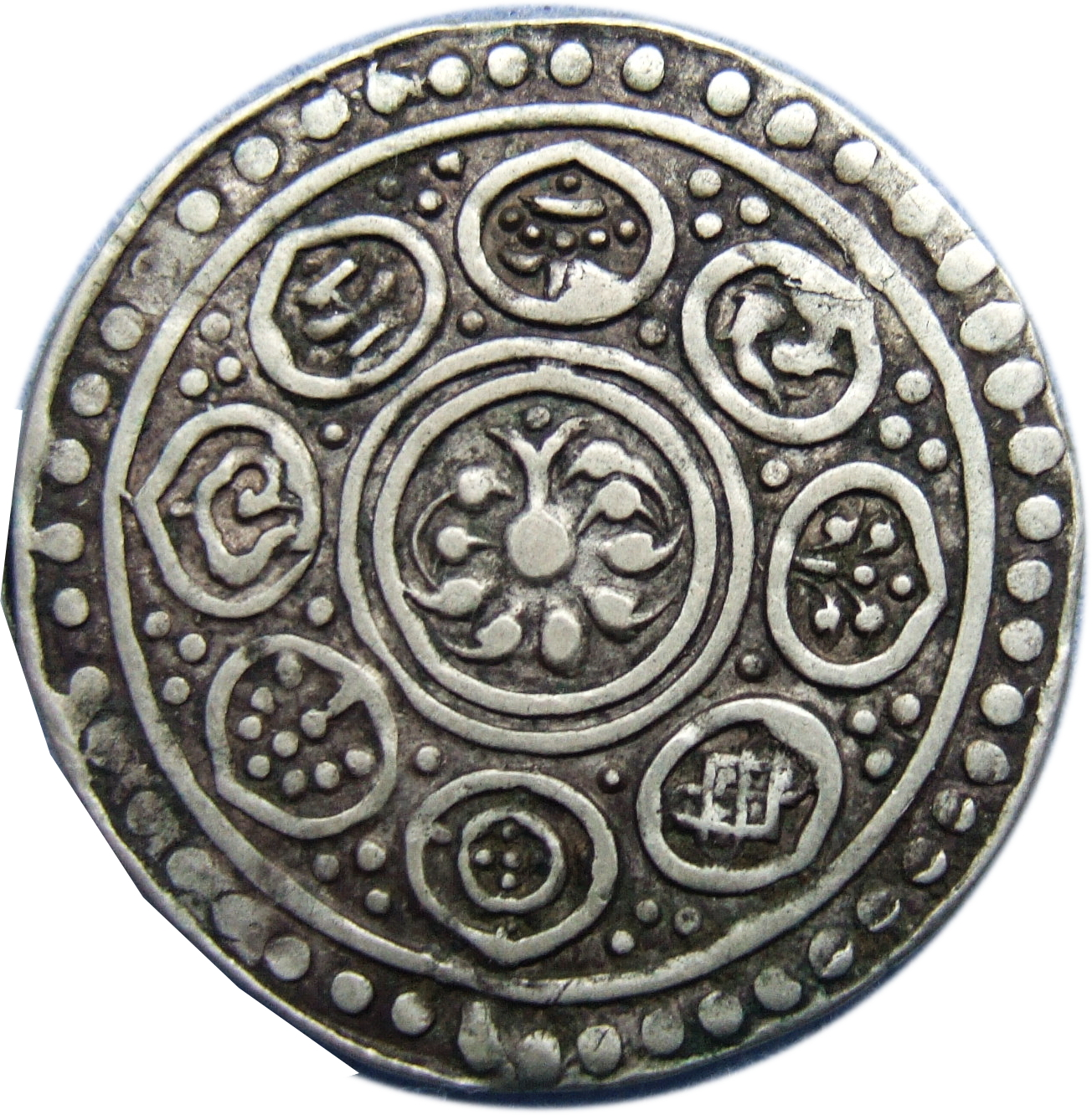
Reverso de un kong par tangka tibetano, fecha 13-45 (1791).

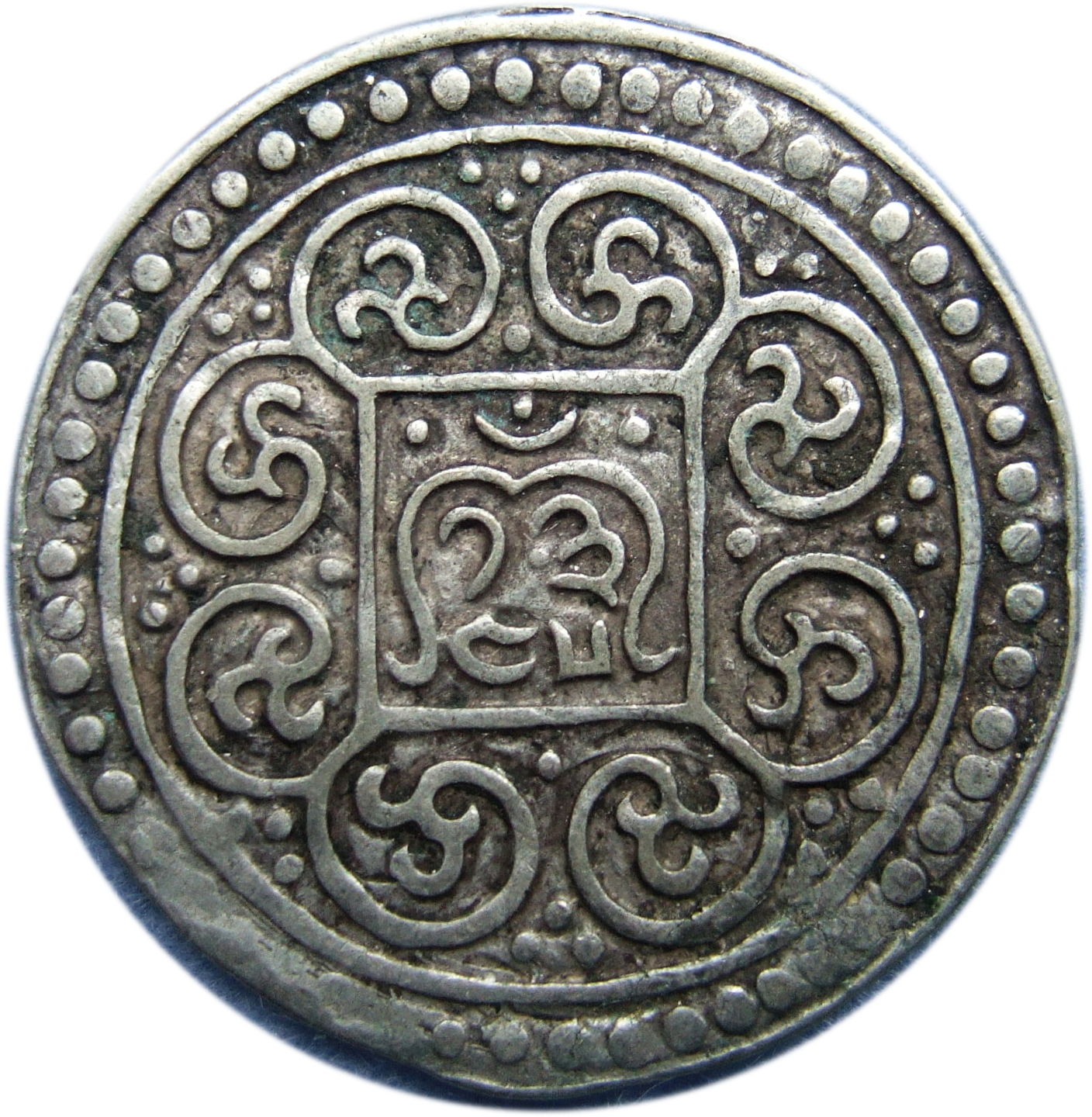
Anverso del kong par tangka tibetano, fecha 13-45 (1791),

Los primeros tangkas tibetanos acuñados de forma autóctona y producidos a gran escala son conocidos como Kong-par tangka. El Kong-par tangka fue acuñado de 1791 a 1891. El diseño de estos tangkas permaneció casi intacto por varias décadas. Cinco tipos diferentes pueden ser identificados basándose en detalles del diseño. Un total de cinco fechas pueden ser encontradas en estas monedas: 13-45 (1791), 13-46 (1792), 13-47 (1793), 15-24 (1890) y 15-25 (1891). La mayoría de estas monedas poseen la misma fecha, 13-46 (1792) independientemente del año en el que realmente fueron acuñadas (los numismáticos refieren a esto como "frozen dates", o "fechas congeladas" por su traducción al español). Dos tipos del Kong-par tangka fechados en 13-46 (1792) fueron, de hecho, acuñados en las décadas de 1840 y 1850. En el anverso, estas monedas tienen un cuadrado interior con la fecha. En el reverso de las de monedas se exhiben ocho símbolos auspiciosos del budismo tibetano, los cuales rodean un loto en el círculo interior.

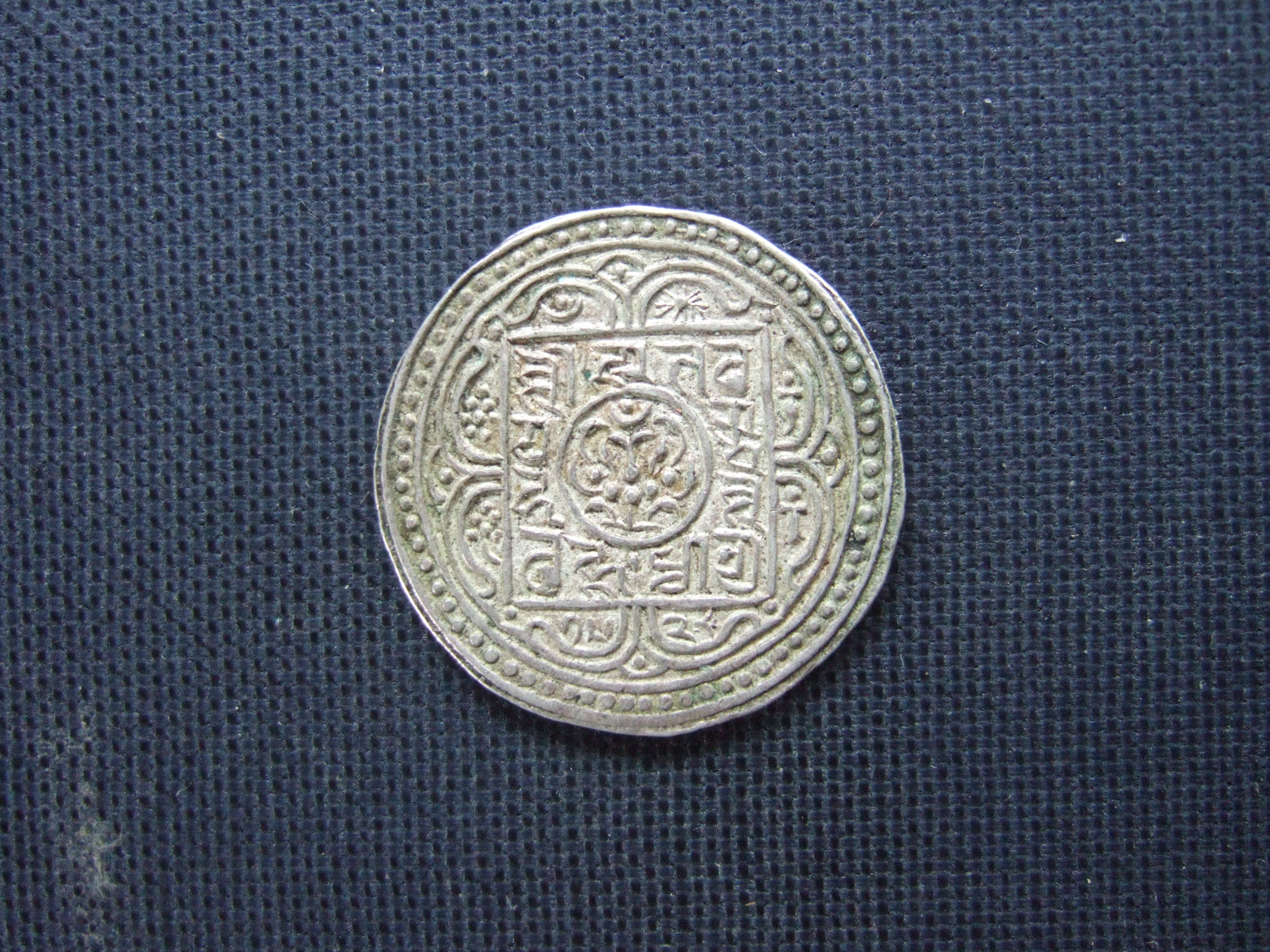
Anverso del tangka de plata tibetano con texto en Ranjana (Lantsa), fecha 15-28 (1894).

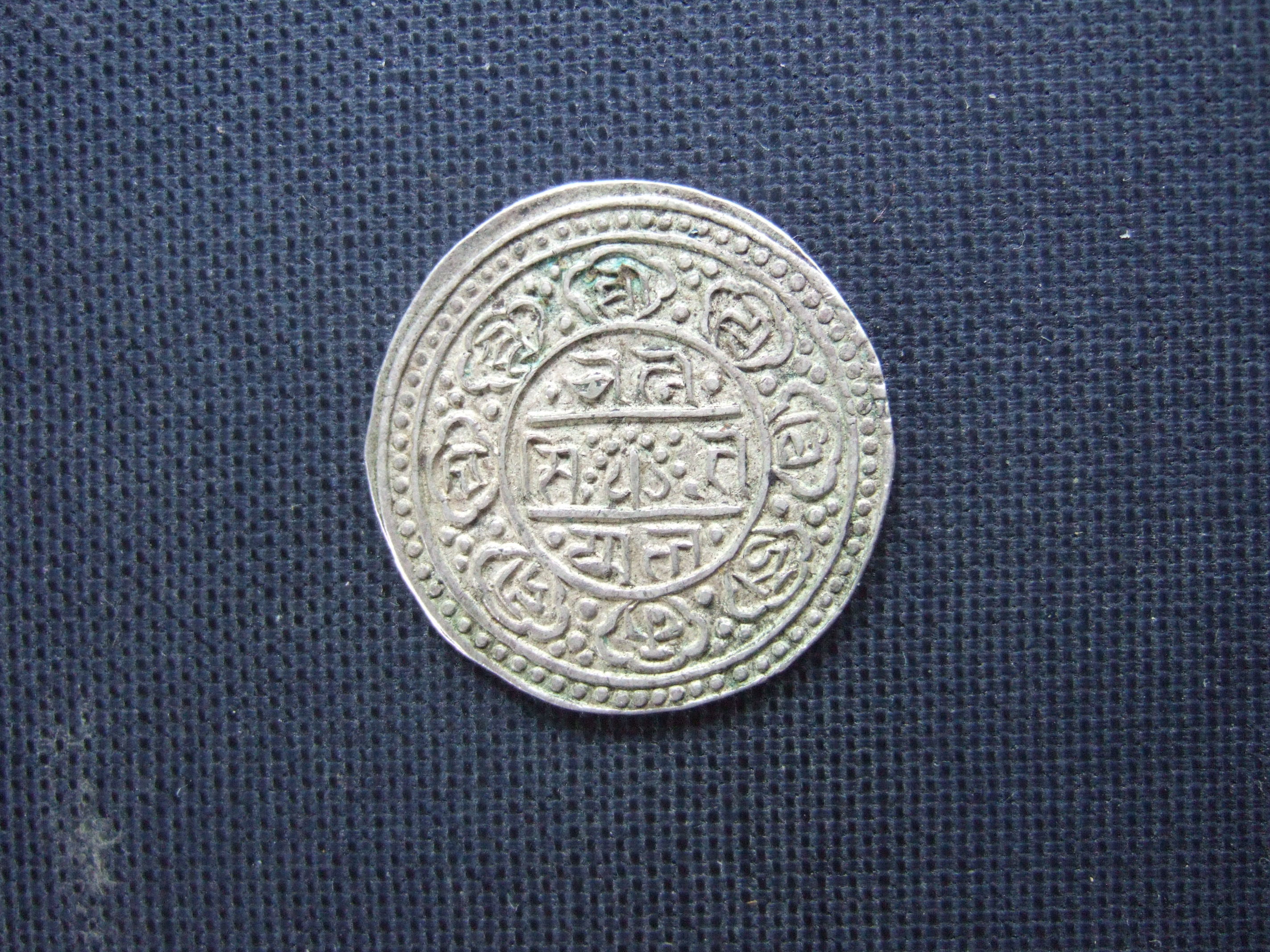
Reverso del tangka de plata tibetano con texto en Ranjana (Lantsa), fecha 15-28 (1894).

### Tangka con alfabeto Lantsa
Estos tangkas tiene leyendas en el raramente utilizado alfabeto Lantsa (también llamado alfabeto Ranjana), el cual tiene su origen en Nepal. Probablemente fueron acuñados originalmente para propósitos ceremoniales por nepaleses que residían en Lhasa, pero que eventualmente se introdujeron a la circulación general. Algunos tienen fechas cíclicas tibetanas como 15-28, 15-40, 15-46 (respectivamente, 1894, 1906 y 1912), mientras otros poseen fechas sin sentido. Allí las leyendas pueden leerse con alguna dificultad y parecer representar mantras.

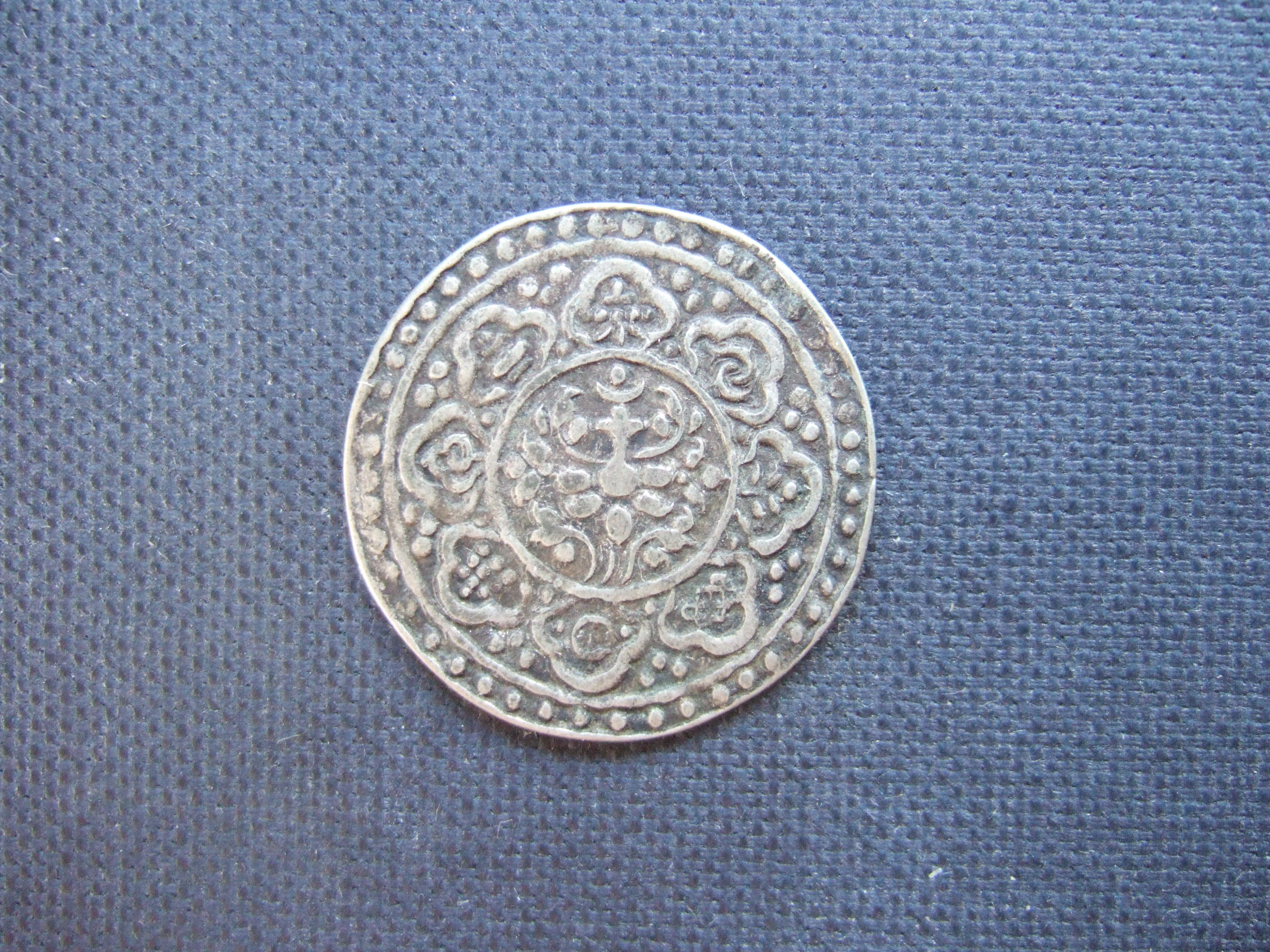
Anverso del Tangka "gaden" tibetano, sin fecha (ca. 1840).

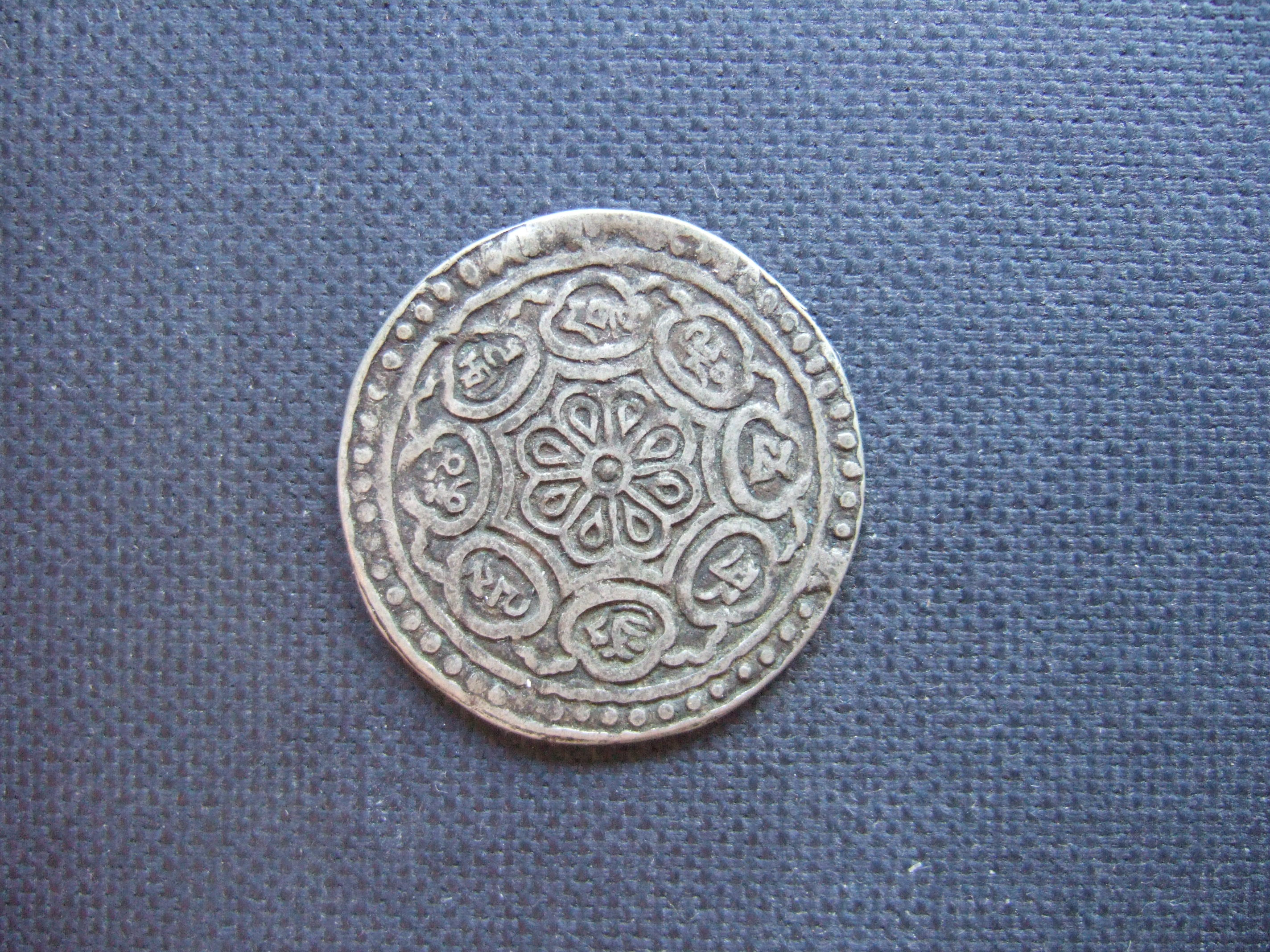
Reverso de un tangka "gaden" tibetano, sin fechar (ca. 1840).

### Ga-dentangka
El Ga-den tangka data de la década de 1850 y fueron acuñados hasta 1948. Trece variedades mayores de diseño han sido catalogadas. En total, hay al menos 37 variedades menores conocidas, pero posiblemente 50 o más podrían distinguirse. En el anverso de las monedas se muestra los ocho símbolos auspiciosos (en tibetano: bkra shis rtags brgad) del budismo tibetano: el parasol de soberanía, dos peces dorados de la buena fortuna, ánfora de la ambrosía (o jarrón precioso), la flor de loto, la caracola, el nudo infinito, la bandera de la victoria y la rueda. Estos suelen estar dispuestos alrededor de un loto central. Su orden real y sus diseños específicos variaron con el tiempo. Los dos lados de la moneda tienen la misma orientación. Empezando de la parte superior, la leyenda en tibetano en el reverso dice: dga'-ldan pho-brang-phyod-las-rnam-rgyal (El Palacio de Ga-den es victorioso en todas las direcciones). La leyenda está escrita de tal manera para caber en los ocho círculos. Estos, son de hecho, derivados de un estilo más temprano en el que los caracteres estaban dentro de los pétalos de loto.

### Kelzangtangka

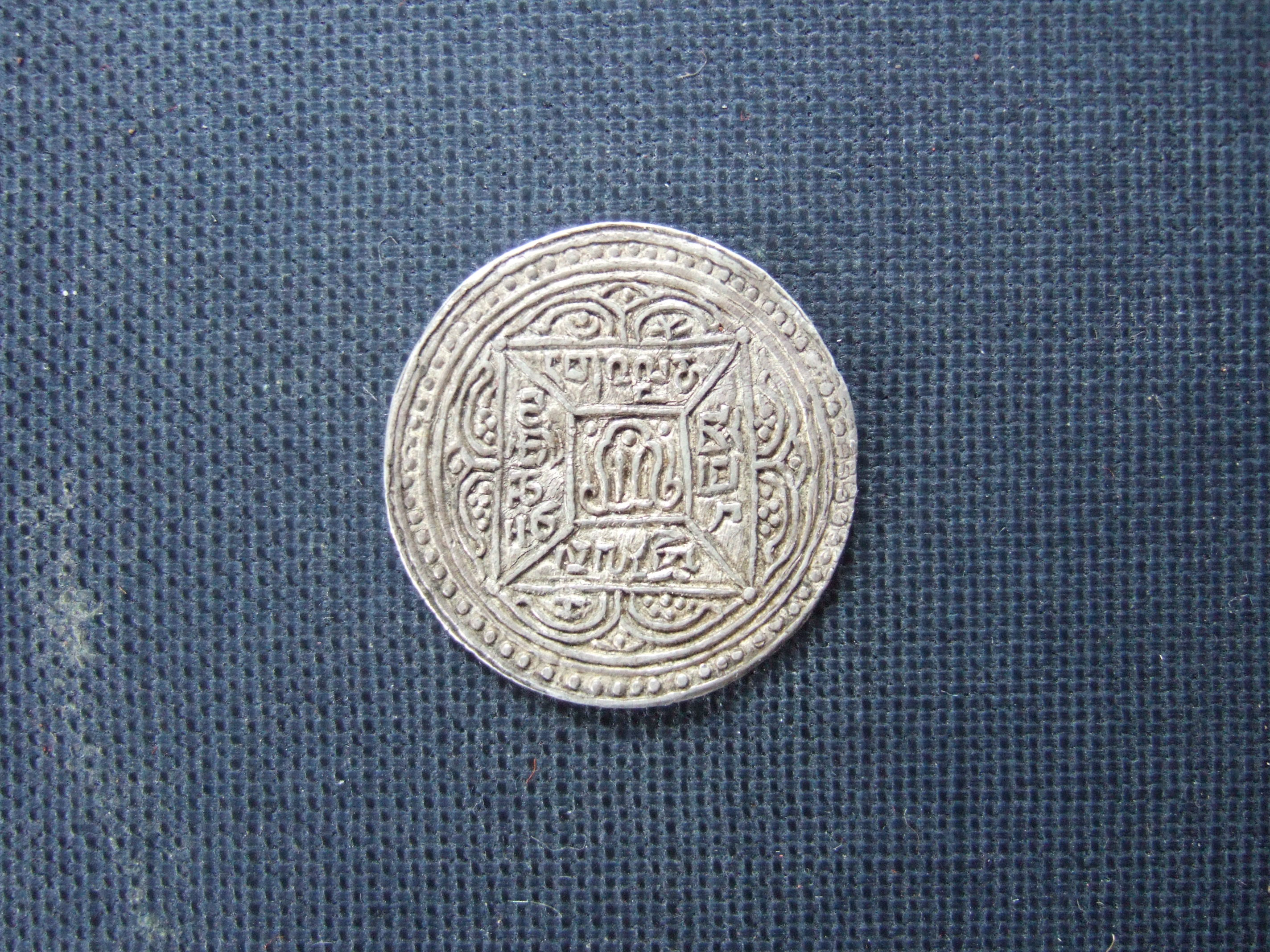
Anverso de un Kelzang tangka (1910).

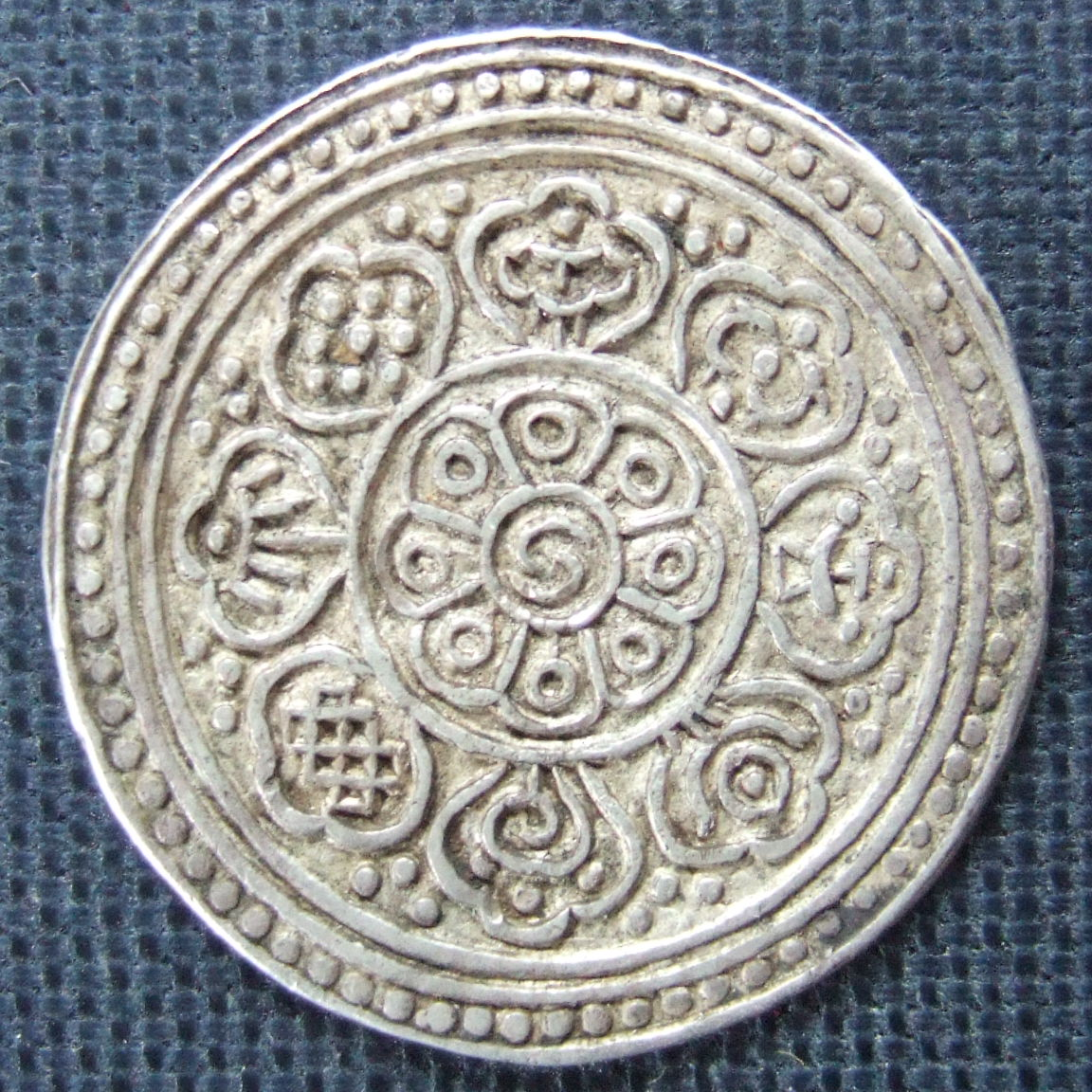
Reverso de un Kelzang tangka (1910).

Este tangka especial, acuñado en mejor plata que el Gaden tangka normal, fue distribuido a monjes durante el Festival Monlam (Festival de la "Gran Oración" por su traducción al castellano) en 1910. Muy probablemente la distribución tuvo lugar en el Palacio Kelzang (tibetano: bskal bzang bde skyid pho brang), localizado en el Norbulingka, el parque y palacio de verano del dalái Lama en Lhasa. La moneda puede haber tomado su nombre de este palacio que fue construido por el 7.º dalái lama Kelzang Gyatso.

### Última moneda de plata tibetana

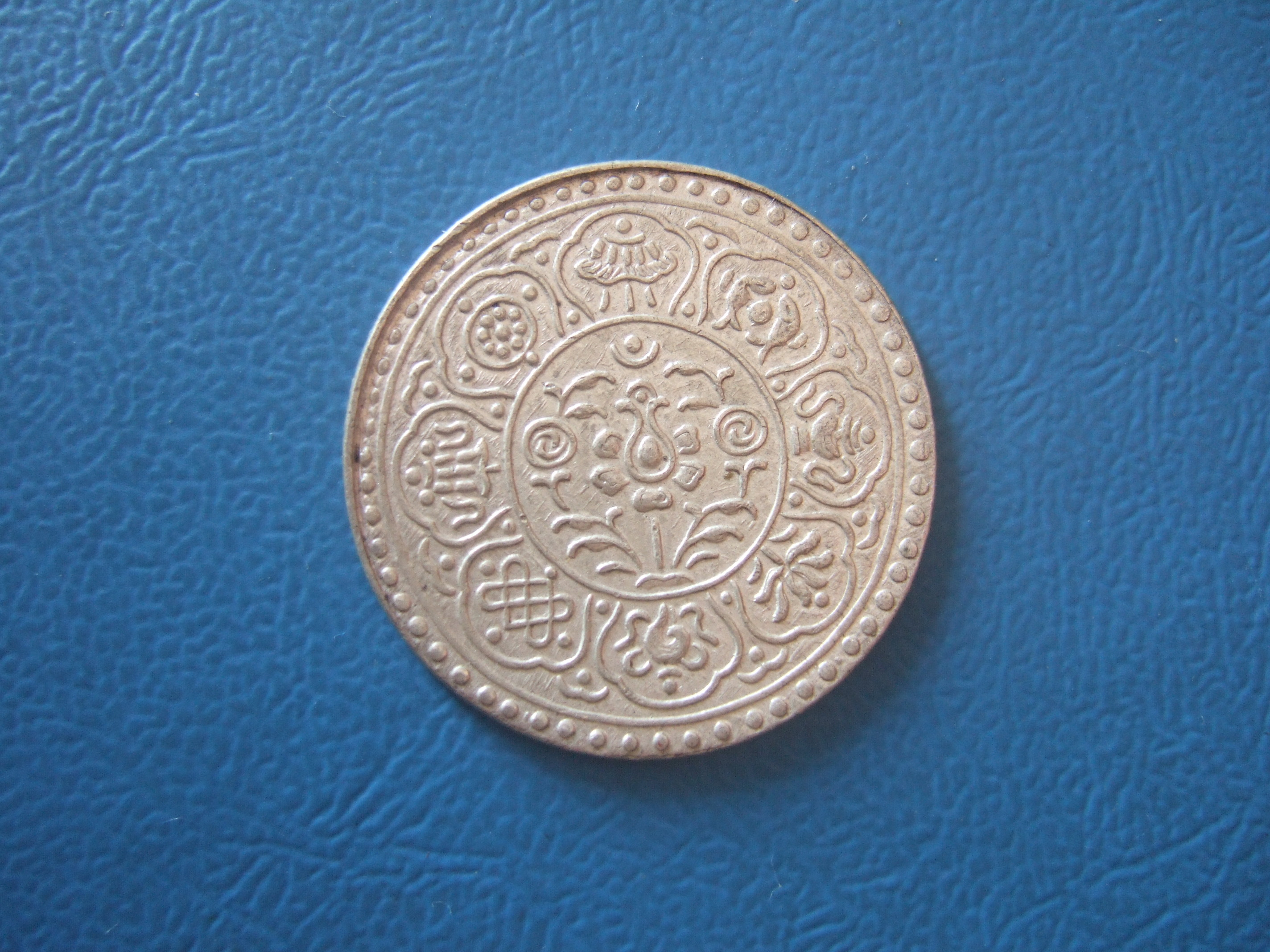
Anverso de un tangka de plata tibetano sin fechar, acuñado en el 1953/54.

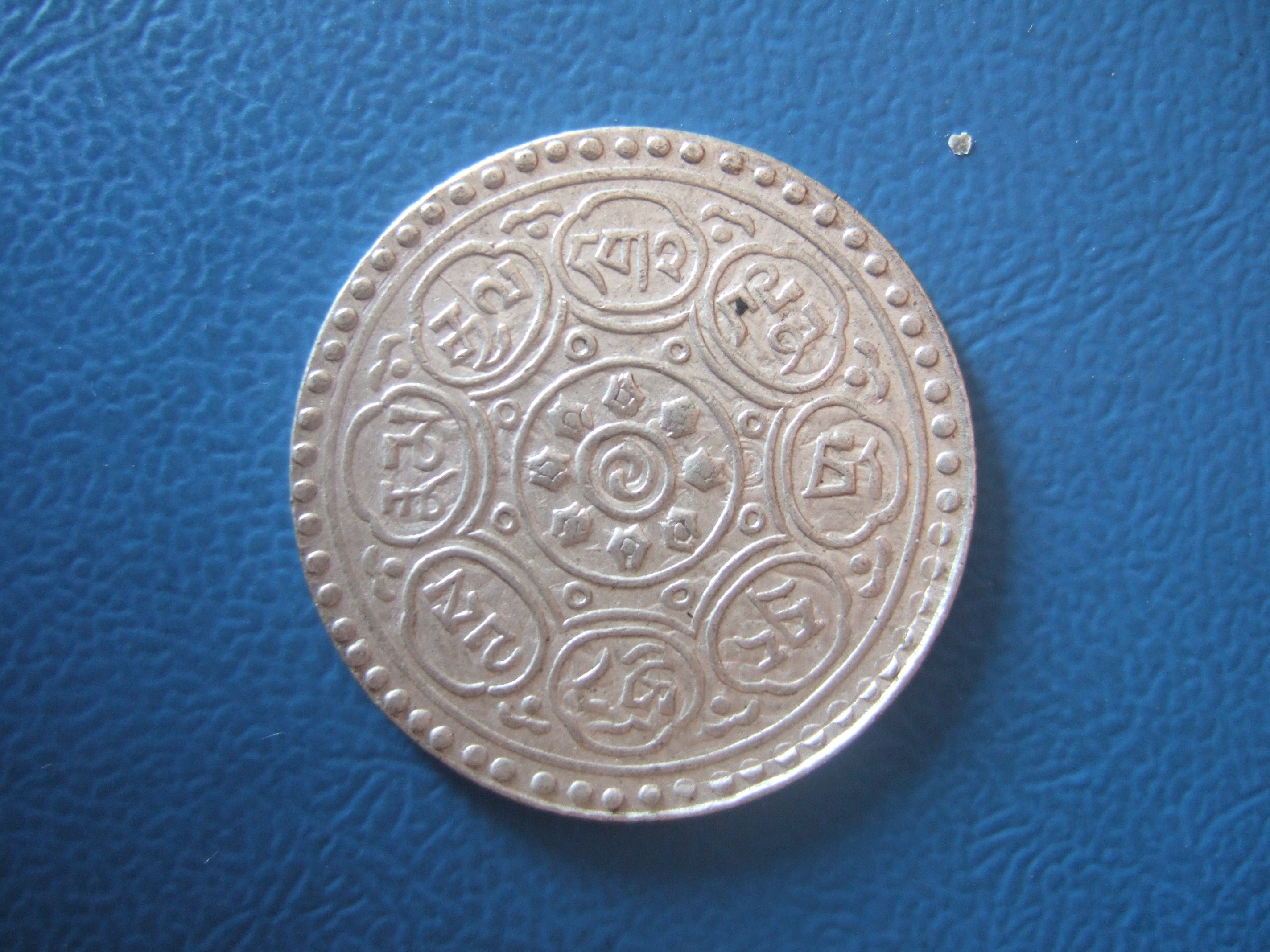
Reverso del tangka de plata tibetano sin fechar, acuñado en 1953/54.

Una moneda de plata sin fecha al estilo del más temprano de los tangkas Gaden fue acuñada en prensas de monedas modernas entre 1953/54 para distribución a monjes. Es la última moneda de plata Tibetana que fue emitida en el Tíbet, y circuló con un valor de 5 srang, a pesar de que su diseño es el de un tangka. El reverso representa una rueda con ocho radios representando la "rueda de la ley“ (sánscrito: dharmachakra, tibetano: chos 'khor) que fue puesto en movimiento por el Buda. En el centro de la rueda dos elementos en forma de coma representan lo que los tibetanos llaman norbu dga' khyil ("vertiginosa joya de la alegría“). Esta moneda fue acuñada en alto grado de plata y recibió el nombre popular de tangka dkarpo gsar pa ("nuevo tangka blanco“).

### Cecas y metales
La primera serie conocida del tangka y probablemente también las monedas sino-tibetanas  estuvieron golpeadas en la ceca Lhasa, localizada en Shol, debajo del Potala, de 1763 en adelante. Las primeras emisiones del Kong-par tangka fue acuñado en la provincia Kongpo. En el XX, cuatro cecas emitieron el tangka tibetano en masa: Dodpal, Dode, Ser-Khang y Tapchi. En 1881, un edicto fue emitido ordenando que no se discrimine entre el tangka falso y el genuino, por ello, las monedas extraoficialmente acuñadas se convirtieron en monedas de curso legal. Diferencias en el tipo y el diseño de estas monedas son menores y  hay no marcas de cecas. El Kong-par tangkas tiene fechas pero la denominación no es mencionadas en estas monedas. El Ga-den tangkas no poseen ninguna fecha. Inicialmente las monedas eran acuñadas en plata, pero más tarde fueron acuñados en billon. Monedas de plata de 2 tangka fueron emitidas en la ceca Dodpal una vez en 1912, con un diseño similar al del Ga-den tangka.

## Billetes
Los billetes fueron emitidos entre 1912 y 1941 con las denominaciones de 5, 10, 15, 25 y 50 tam (tangka).